# Pogórze Karkonoskie
Pogórze Karkonoskie – region na północnym obrzeżu Karkonoszy, rozciągający się pomiędzy rzekami Łomnicą i Kamienną, stanowiący obszar pośredni pomiędzy Kotliną Jeleniogórską na północy a Karkonoskim Padołem Śródgórskim na południu. Granica północna jest bardzo wyraźna. Wzniesienia stromo opadają do Kotliny Jeleniogórskiej. Granica południowa jest częściowo rozmyta.

## Opis
Pogórze składa się z szeregu grzbietów i wzniesień o wysokości do 874 m, pooddzielanych przełomowymi dolinami potoków. Najwyższymi wzniesieniami są: Czoło (874 m n.p.m.), Grabowiec (784 m n.p.m.), Grzybowiec (750 m n.p.m.), Płoszczań (747 m n.p.m.), Szerzawa (706 m n.p.m.).

## Granica północna
Północna granica, z Kotliną Jeleniogórską, jest pochodzenia tektonicznego. Uskok został stwierdzony wierceniami geologicznymi oraz badaniami geomorfologicznymi. Wzdłuż płaszczyzny uskoku Karkonosze zostały wydźwignięte w stosunku do dna Kotliny Jeleniogórskiej. Stało się to w czasie orogenezy alpejskiej. Prawdopodobnie uskok ten jest czynny do dziś.

## Geologia
Cały obszar Pogórza zbudowany jest z granitu karkonoskiego z podrzędnymi skałami żyłowymi – porfirami i lamprofirami. Zbocza wzniesień przykryte są częściowo zwietrzelinami, natomiast w dolinach występują osady rzeczne – żwiry, piaski, rzadziej mady.

## Miejscowości
W dolinach znajdują się zabudowania niektórych miejscowości karkonoskich i podkarkonoskich: Michałowic, Jagniątkowa, Sobieszowa, Zachełmia, Podgórzyna, Przesieki i Sosnówki.